# Саше Ивановски
Саше Ивановски (на македонска литературна норма: Саше Ивановски), наричан Политико, е журналист и медиен собственик от Северна Македония.

## Биография
Саше Ивановски е роден на 28 август 1980 година в кратовското село Шопско Рудари или в град Кратово, тогава във Федерална Югославия, днес в Северна Македония. Завършва Електрикотехническия факултет на Скопския университет, след което работи в Ню Йорк. Започва новинарската си кариера в „Наша ТВ“ в емисията „Политико“ в периода 2011-2012 година. В 2013 година основава интернет-портала „Мактел“, където е негов главен уредник. Основава и ежедневника „Политико“, който обаче приключва излизането си седмица след първия брой. През 2014 година получава 619 гласа в парламентарните избори от листата на „Народно движение за Македония“. През май 2013 година се жени за Марина Лазаревска от Скопие, с която има един син.

През 2020 година излиза със статия, в която защитава Денко Малески, който твърди, че българите и македонците по националност са били една обща нация до 1944 година. В нея Ивановски пише: 
| „ | Но на сите потсвесно ни беше јасно дека со Бугарите сме многу блиску и културно особено историски, буквално сите востанија сме ги кревале заедно, сите наши војводи се декларирале за Бугари, тоа некако досега успевавме несмасно да го премолчуваме дека ете се опиле и тропале нешто без везе, неписмени комити... И што им фали? Зошто да ги иритираме браќата Бугари да ги тераме да не блокираат, зошто да не се гушнеме и да не оставиме историјата само да каже дека писмата и документите се точни и тоа е тоа, што има да се лутиме на фактите?! | “ |